# Florència
Florència, tradicionalment Florença (en italià modern Firenze [AFI: /fiˈrεnʦe/]; antigament i poèticament també Fiorenza, [AFI: /fjoˈrɛnʦa/]), és una ciutat d'Itàlia, capital de la ciutat metropolitana homònima i de la regió de la Toscana, al centre de la península Itàlica. La població de la ciutat és de 378.236 habitants, tot i que considerant-la juntament amb la de les localitats que l'envolten, arriba a fer una aglomeració urbana d'aproximadament milió i mig d'habitants.
En l'edat mitjana fou un important centre cultural, econòmic i financer. Conegué la seua època de major esplendor després de la instauració del Gran Ducat de Toscana sota el domini de la dinastia Mèdici, fonamental per entendre la importància d'aquesta ciutat de la UNESCO. El domini de la ciutat per part de la família dels Mèdici, gran mecenes, és fonamental per entendre el paper d'aquesta ciutat en la història de l'art. Posteriorment, fou capital d'Itàlia entre el 1865 i l 1871 durant la unificació italiana.
Florència és el nucli urbà en el qual es va originar, durant la segona meitat del segle xiv, el moviment artístic i cultural anomenat renaixement, i és considerada un dels bressols mundials de l'art i de l'arquitectura. Destaca per la seva riquesa arquitectònica i els seus museus. El seu centre històric fou declarat patrimoni de la humanitat el 1982, i hi destaquen obres medievals i renaixentistes com la cúpula de Santa Maria del Fiore, el Ponte Vecchio, la Basílica de la Santa Creu, el Palazzo Vecchio i museus com els Uffizi, el Bargello o la Galeria de l'Acadèmia, que acull l'estàtua del David de Michelangelo Buonarroti.

## Geografia
La ciutat es troba en el camí que uneix la plana padana, principal pol econòmic d'Itàlia (Milà, Torí, Bolonya, etc.), amb la capital del país (Roma). El riu Arno travessa Florència en el seu sector meridional. Florència, a 50 metres d'altitud, es troba a la zona de contacte entre la serralada dels Apenins i la plana aturonada de la Toscana, a uns setanta quilòmetres de la costa del mar Lígur.

### Divisions administratives
Administrativament, Florència es divideix en cinc districtes (quartieri):
- Centro Storico
- Campo di Marte
- Gavinana-Galluzzo
- Isolotto-Legnaia
- Rifredi-Le Piagge

## Clima
Florència es classifica com un clima continental temperat. Els seus estius són molt calorosos i secs, amb temperatures que superen de vegades els 35 °C i fins i tot els 40 °C. Els seus hiverns en canvi són frescos i humits, i la temperatura pot baixar per sota de 0 °C. A l'estiu hi ha poca quantitat de pluja, mentre que la major part de les precipitacions es produeixen al llarg de la primavera i de la tardor, en aquesta segona estació poden ser especialment abundants
| Mes               | Gen  | Feb  | Mar  | Abr  | Mai  | Jun  | Jul  | Ago  | Set  | Oct  | Nov   | Des  | mitjana anual |
| ----------------- | ---- | ---- | ---- | ---- | ---- | ---- | ---- | ---- | ---- | ---- | ----- | ---- | ------------- |
| Mitjana max °C    | 10   | 12   | 15   | 19   | 23   | 28   | 31   | 31   | 27   | 21   | 15    | 11   | 20            |
| Mitjana min °C    | 2    | 3    | 5    | 8    | 11   | 15   | 17   | 17   | 14   | 10   | 6     | 2    | 9             |
| Precipitacions mm | 73,6 | 68,6 | 81,3 | 78,7 | 73,7 | 55,9 | 40,6 | 76,2 | 78,7 | 88,9 | 111,8 | 91,4 | 919,5         |

## Florència i el Renaixement
El desenvolupament literari, artístic i científic que es va esdevenir a Florència als segles xiv-xvi va tenir com a motor principal l'amor pels diners per part dels florentins i la seva ànsia d'ostentació de la riquesa.
Afegit a això, la crisi de l'Església Catòlica (especialment la controvèrsia sobre el Papat d'Avinyó a França i el Gran Cisma), juntament amb els efectes desastrosos de la pesta negra, va comportar una revisió crítica dels valors medievals que va donar com a resultat una revaloració dels valors de l'antiguitat clàssica. Florència es va beneficiar tant materialment com culturalment d'aquest gran canvi social.

## Història

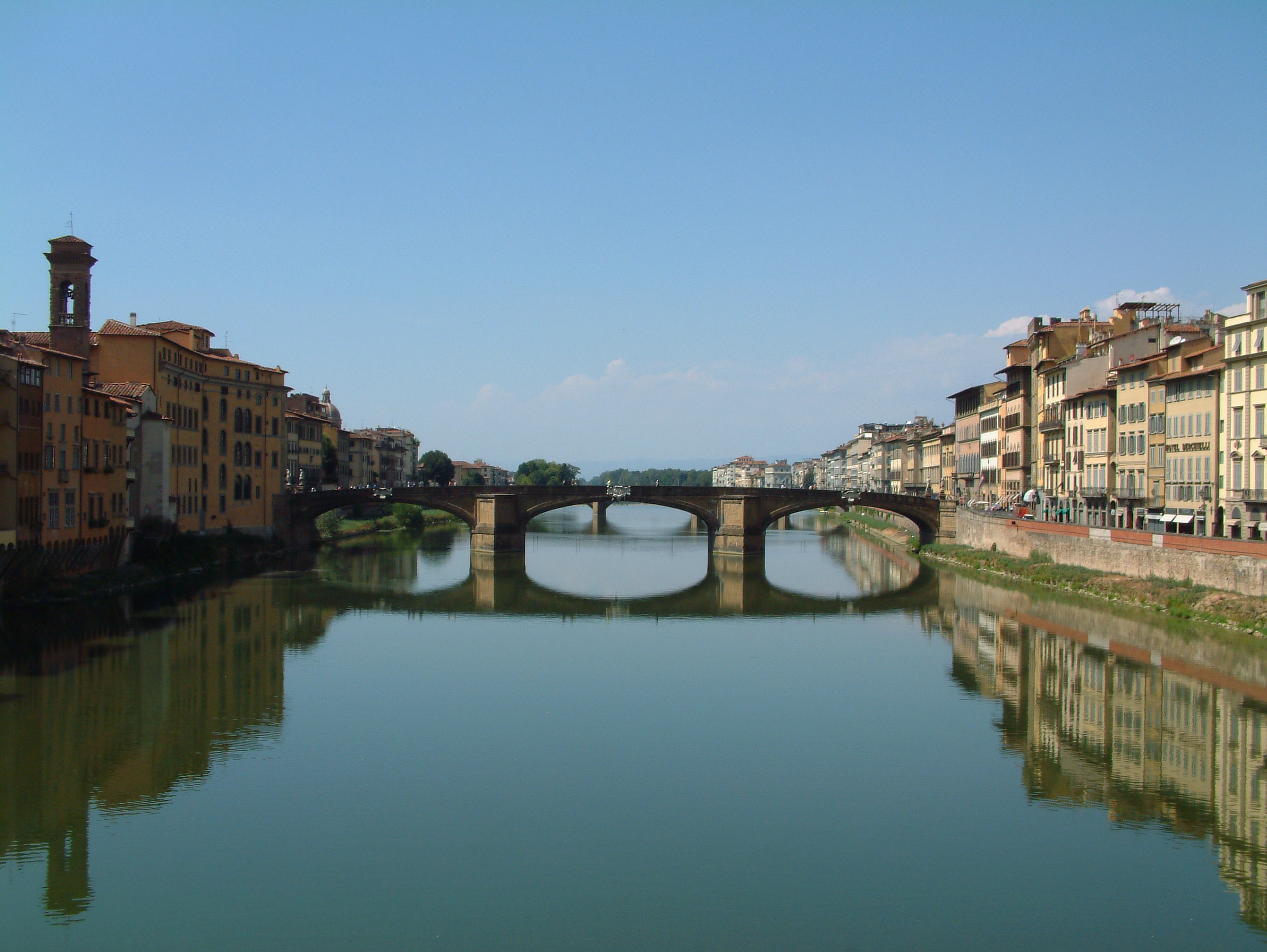
El riu Arno al seu pas per Florència

La història coneguda de Florència comença l'any 59 aC, amb la fundació d'un poblat (Florentia) per part de soldats romans retirats que van formar una colònia (probablement ja iniciada en temps de Sul·la) que era renovada pels triumvirs després de la mort de Juli Cèsar. Després de la segona colonització va prosperar ràpidament. Durant el regnat de Tiberi havia perdut el rang de colònia i era municipi. Plini el Vell esmenta la ciutat com a municipi. Les inscripcions permeten assegurar que va mantenir aquest rang durant tot l'imperi. Es conserven les restes de l'amfiteatre, l'únic edifici del període romà, a prop de la Basílica de la Santa Creu.
Seu d'una diòcesi a partir del segle iv, la ciutat va passar per diversos períodes de dominació romana d'Orient, ostrogoda, llombarda i franca, durant els quals la població de vegades va baixar fins al miler escàs de persones.
A partir del segle x la ciutat es va desenvolupar, i des del 1115 va passar a tenir un ajuntament autònom. Al segle xiii es va dividir pràcticament en dues meitats a causa de la lluita interna entre els gibel·lins, partidaris de l'emperador germànic, i els güelfs, que anaven a favor del papat romà. Aquests darrers van resultar els vencedors, i es van dividir internament en «blancs» i «negres».
La conflictivitat política interna no va impedir a la ciutat de desenvolupar-se fins a esdevenir una de les més poderoses i pròsperes d'Europa, ajudada per la seva pròspera moneda d'or, el florí (introduït l'any 1252), per l'eclipsi de la seva rival Pisa (derrotada per la República de Gènova en la batalla de Meloria el 1284 i conquerida per Florència el 1406), i per la seva potència mercantil com a resultat d'una constitució antiaristocràtica (1293).
D'una població estimada de 80.000 persones abans de la pesta negra del 1348, 25.000 treballaven en la indústria de la llana. El 1345, Florència va ser l'escenari d'un intent de vaga per part dels ciompi o treballadors de la llana, que el 1378 van organitzar una breu revolta contra el domini oligàrquic de la ciutat. Després de la repressió, la ciutat va caure sota el domini de la família Albizi (1382-1434), acèrrims enemics però alhora precursors dels Mèdici.
El primer període del domini dels Mèdici va acabar amb la tornada d'un govern republicà, influït pels ensenyaments del prior dominicà radical Girolamo Savonarola (que va ser ajusticiat el 1498 i que abans de morir va deixar un tractat sobre el govern de Florència), en les paraules del qual es retroben sovint antics arguments que seran objecte de controvèrsies religioses dels segles següents.
Un altre personatge d'agudesa inusual fou Maquiavel, les indicacions del qual per al govern de Florència per part d'una figura forta són llegides sovint com una legitimació de les tortuositats i fins i tot dels abusos dels polítics. Els florentins van fer fora els Mèdici per segona vegada i van restablir una república el 16 de maig de 1527.
Havent tornat al govern dues vegades més, bé amb el suport de l'emperador o bé del papa, els Mèdici van esdevenir el 1537 ducs hereditaris de Florència, i el 1569 grans ducs de Toscana, on van regnar dos segles.
L'extinció de la dinastia dels Mèdici i l'ascensió el 1737 de Francesc I del Sacre Imperi Romanogermànic, duc de Lorena i marit de Maria Teresa d'Àustria, va comportar la inclusió de la Toscana en els territoris de la corona austríaca. El regnat de la dinastia austríaca es va acabar quan el 27 de març de 1799 fou ocupada per França i el gran duc Ferran III va fugir; es va establir a la ciutat un govern provisional d'una República d'Etrúria que va durar poc, i va acabar amb el retorn del gran duc el 7 de juliol de 1799.
Amb el retorn dels francesos, el 3 d'agost del 1801, Napoleó va crear l'efímer Regne d'Etrúria, governat per Lluís I de Borbó-Parma, amb capital a Florència. Des del 1803 va governar el regne Maria Lluïsa en nom del seu fill Carles Lluís II, i aquesta regent va prendre decisions que no van agradar a l'emperador, que va annexionar el regne a França el 10 de desembre 1807. El 1808 es van crear tres departaments: Arno, Mediterrània i Ombrone i Florència va quedar dins el primer.
L'1 de febrer del 1814 Florència fou ocupada pels napolitans fins que fou restaurat el gran duc Ferran III el 27 d'abril del 1814.
El 28 d'abril del 1859 un govern provisional va prendre el poder, va forçar la fugida del gran duc Leopold II, que es va exiliar. El cap del govern, Ubaldino Peruzzi, va oferir la dictadura al rei de Sardenya que va acceptar el 10 de maig del 1859 i va nomenar un comissari reial a Florència (el comte Carlo Boncompagni di Mombello). La corona a l'exili va passar a Ferran IV el 21 de juliol del 1859, però fou declarat deposat el 16 d'agost del 1859 pel nou cap del govern provisional, baró Bettino Ricasoli.
El 3 de desembre del 1859 Toscana, Mòdena, Parma i Piacenza van formar les Províncies Unides de la Itàlia Central amb capital a Florència, i amb un govern presidit pel comte Carlo Boncompagni di Mombello, i Eugeni Manel de Savoia-Carignan, príncep de Carignan, com a cap d'estat, que va durar fins al 22 de març del 1860 quan les províncies unides foren declarades annexionades al Regne de Sardenya, amb una àmplia autonomia, assolint el príncep Eugeni el càrrec de lloctinent reial i el baró Bettino Ricasoli el de governador general amb seu a la ciutat. Aquesta situació va durar fins al 9 d'octubre del 1861 quan l'autonomia fou abolida i el territori difuminat dins el Regne de Sardenya o Itàlia on Florència va ser capital d'una província.
Florència va prendre el lloc de Torí com a capital d'Itàlia el 1865 i va hostatjar el primer parlament de la nació, però la capital va passar a Roma sis anys després, quan aquesta fou annexada al regne. Al segle xix la població de Florència es va doblar, i es va triplicar al segle xx amb el creixement del turisme, del comerç, dels serveis financers i de la indústria. Durant la Segona Guerra Mundial la ciutat fou ocupada durant un any per Alemanya (1943-1944). El novembre del 1966, una bona part del centre urbà va patir la gran riuada de l'Arno, que va danyar molts tresors artístics.
Un estudi publicat el 2016 trobà que les famílies riques de l'actualitat són les mateixes que les que eren riques el 1427 (fa 600 anys aproximadament).

## Monuments d'interès

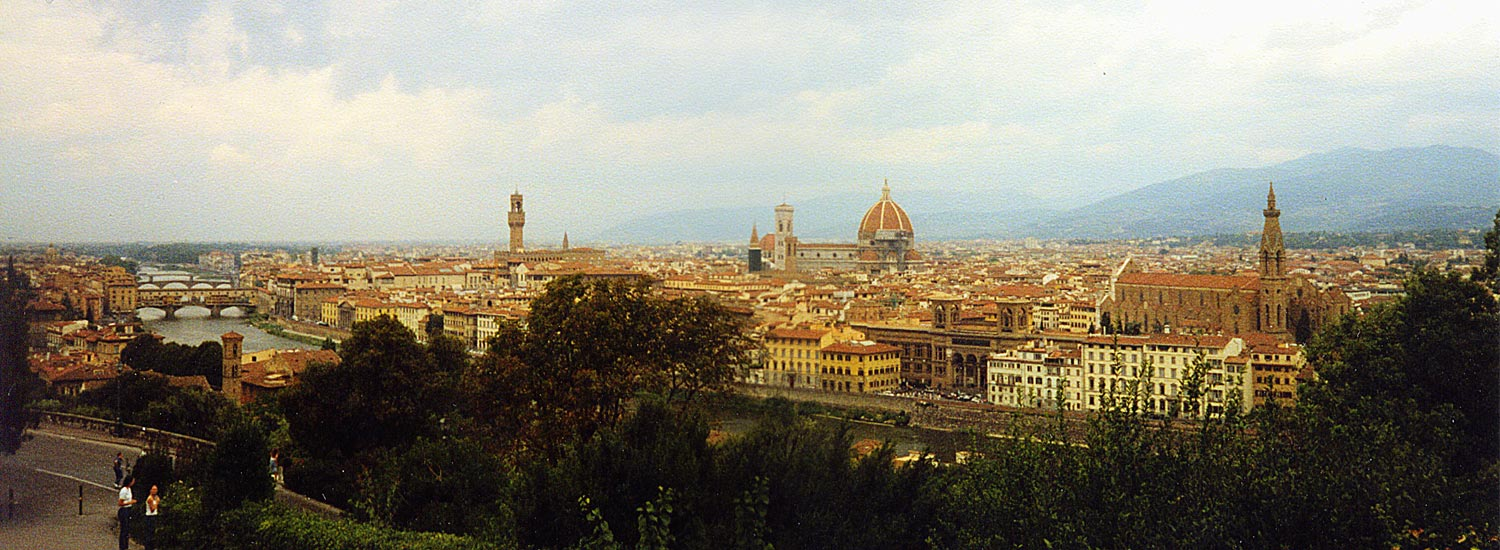
Florència: Vista des del Piazzale Michelangelo. Hi destaquen, d'esquerra a dreta, els edificis del Palazzo Vecchio, la catedral i l'església de la Santa Croce. En primer terme, mig amagat pels arbres, el riu Arno.

Al cor de la ciutat es troba la font de Neptú (Fontana di Nettuno), una obra mestra de l'escultura marmòria situada a l'embocadura d'un aqüeducte romà encara en funcionament.
El riu Arno, que passa enmig de la part vella de la ciutat, ocupa un lloc tan rellevant en la història florentina com la gent que hi viu. Històricament, la població local té una relació d'amor-odi amb l'Arno, el qual ha portat alternativament els avantatges del comerç i els desastres de les riuades. Molts dels ponts de l'Arno van ser construïts pels romans. Un dels ponts, en concret, és únic: el Ponte Vecchio, característic per la multitud de botigues que s'hi construïren al damunt. Realitzat per primera vegada pels etruscos en temps molt reculats, aquest pont és l'únic de la ciutat que va restar indemne durant la Segona Guerra Mundial.

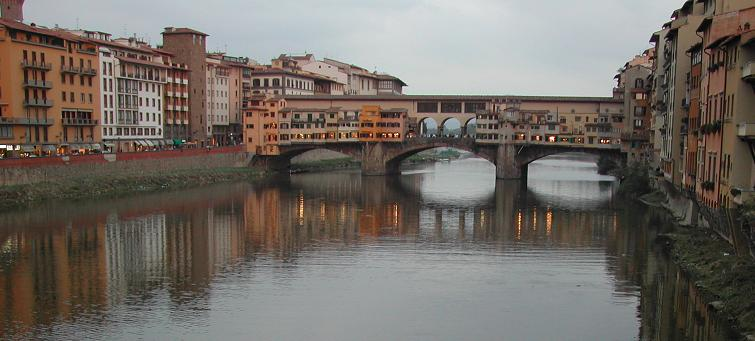
Vista del Ponte Vecchio.

El palau més famós de la ciutat és el Palazzo Vecchio, que ha esdevingut un monument a la família dels Mèdici que va dominar Florència durant el segle xv. Ben a la vora hi trobem la Loggia dei Lanzi i els Uffizi o Galleria degli Uffizi, un dels museus d'art de més anomenada d'arreu del món. A més a més dels Uffizi, Florència compta amb altres museus que serien l'atracció artística principal de gairebé qualsevol altra gran ciutat del món: el Bargello, que es concentra en l'escultura, i s'hi allotgen moltes obres mestres de Donatello, Giambologna i Miquel Àngel. La col·lecció de l'Acadèmia (Accademia) compta amb el David de Miquel Àngel i els seus Esclaus.
A l'altra riba de l'Arno (l'Oltrarno per als florentins) trobem el gran Palau Pitti (Palazzo Pitti), decorat amb la col·lecció privada dels Mèdici. Al costat del palau es troba el Jardí de Bòboli (Giardino di Boboli), elaboradament decorat amb moltes escultures d'interès.
L'església de la Santa Croce conté les tombes monumentals de Galileu, Miquel Àngel, el Dant i altres persones famoses de la història florentina.
La joia arquitectònica de Florència és la catedral de Santa Maria del Fiore, coneguda simplement com el Duomo (és a dir, 'la cúpula'). La magnífica cúpula fou construïda per Filippo Brunelleschi, i el campanar veí és obra de Giotto. També és digne d'esmentar-se l'adjacent baptisteri de Sant Joan, amb les famoses portes de bronze de Lorenzo Ghiberti.
També cal assenyalar les esglésies de Santa Maria Novella, San Felice, San Miniato al Monte, Santa Trinita i l'Orsanmichele, el refetor de Santa Apollonia, el Palau Mèdici-Riccardi o el Museu de San Marco, entre moltes altres peces úniques de l'art universal.

## Esports
La ACF Fiorentina és un dels equips de futbol destacats de la ciutat. Actualment milita a la Sèrie A del Calcio i habitualment disputa la UEFA o la Champions League.

## Infraestructures
- Azienda di Trasporti dell'Area Fiorentina (ATAF) és la societat que gestiona el transport públic a la ciutat de Florència i la seva província.
- La principal estació de ferrocarril de la ciutat és l'estació de Florència Santa Maria Novella.
- L'Aeroport de Pisa i l'aeroport de Florència-Peretola proveeixen de serveis d'aviació a la ciutat de Florència.
- L'Università degli Studi di Firenze va ser fundada l'any 1321.

## Personatges il·lustres
- Dante Alighieri, Dante (1265-1321), escriptor i poeta.
- Giotto di Bondone, Giotto (1267-1337), pintor.
- Giovanni Boccaccio (1313-1375), escriptor i poeta.
- Filippo Brunelleschi (1377-1446), arquitecte.
- Lorenzo Ghiberti (1378-1455), escultor i arquitecte.
- Donato di Niccolò di Betto Bardi, Donatello (1386-1466), escultor.
- Guido di Pietro, Fra Angelico (1395-1455), pintor.
- Paolo di Dono, Uccello (1397-1475), pintor.
- Piero De Benedetto Dei Franceschi, Piero della Francesca (1416-1492), pintor.
- Andrea del Verrocchio (1435-1488), escultor i pintor.
- Allessandro di Mariano Filipepi, Botticelli (1445-1510), pintor.
- Lorenzo de Mèdici, el Magnífic (1449-1492), polític i mecenes.
- Domenico Ghirlandaio (1449-1494), pintor.
- Girolamo Savonarola (1452-1498), monjo i predicador dominic.
- Girolamo Mei (1519-1602), escriptor, historiador i musicòleg.
- Leonardo da Vinci (1452-1519), pintor, científic, enginyer, inventor.
- Niccolò di Bernardo dei Machiavelli, Maquiavel (1469-1527), escriptor i filòsof.
- Michelangelo Buonarroti, Miquel Àngel (1475-1564), escultor, pintor i arquitecte.
- Benvenuto Cellini (1500-1571), escultor.
- Giorgio Vasari (1511-1574), pintor, arquitecte, historiador de l'art.
- Caterina de Mèdici (1519-1589), reina consort de França.
- Bernardo Buontalenti (1531-1608), arquitecte, enginyer militar, escenògraf i inventor.
- Giovanni Bardi (1534-1612), militar, literat, compositor, impulsor de la Camerata Fiorentina.
- Maddalena Salvetti Acciaiuoli (circa 1557—1610), poetessa.
- Ottavio Rinuccini (1562-1621), escriptor, llibretista.
- Nicola Tacchinardi (1772-1859), tenor.
- Guido Tacchinardi (1840-1917), compositor i teòric musical.
- Ignacio Parisini (segle xix), compositor.
- Antonio Francesco Tenaglia (1612-1672), compositor del Barroc.
- Theobaldo Gatti (vers el 1650-1727), violinista i compositor.
- Giuseppe Panzi (1734 - 1812), jesuïta, pintor i missioner a la Xina.
- Giuseppe Buonamici (1846-1914), violinista.
- Giovanni Papini (1881-1956), escriptor.
- Vincenzo Viviani (1622-1703), físic i matemàtic.
- Bernardo Mengozzi (1758-1800), cantant i compositor d'òperes.
- Giovanna Fratellini (1666 – 1731), pintora barroca.
- Plautilla Nelli (1524-1588), pintora renaixentista.
- Jacopo Corsi (1561-1602), escriptor, poeta, músic i mecenes.
- Olimpo Mariotti (1813-1868), professor de cant i compositor.
- Guglielmo Libri (1803-1869), matemàtic, historiador de la ciència i lladre de llibres.
- Oriana Fallaci (1929-2006), escriptora i periodista.

## La ciutat al món dels videojocs
A part de l'art, Florència és coneguda també per les diverses versions del videojoc Assassin's Creed II on el protagonista pot moure's lliurement per la ciutat, fer missions i ajudar el seu amic Leonardo da Vinci. La recreació de la ciutat és molt realista perquè els jugadors puguin situar-s'hi més bé i descobrir els secrets de la ciutat.